# Балаваристан

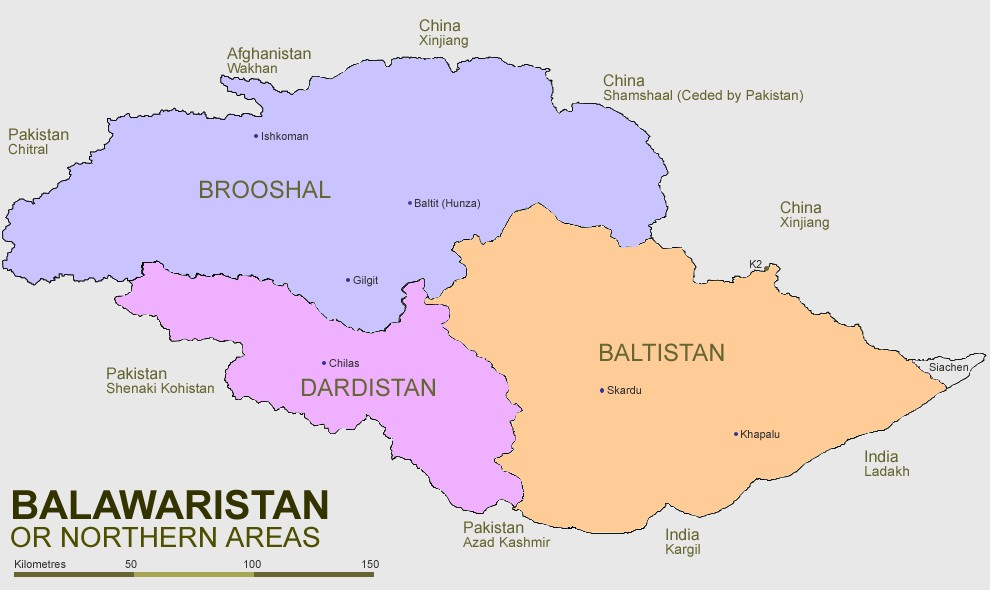
Карта Балаваристана

Флаг сепаратистов Балаваристана

Балавариста́н (урду بلاوارستان‎, англ. Balawaristan), также известен как Болористан — историческое название контролируемых Пакистаном северных регионов бывшего княжества Джамму и Кашмир (территория Гилгит-Балтистан согласно административно-территориальному делению Пакистана). Название Балаваристан возродилось и распространилось в последние годы вследствие возрастания сепаратистских настроений.
Первое упоминание находится в китайских источниках с XVIII столетия. Северные области включают Гилгит, Скарду, Хунза, Ишкоман и Ясин.

## Этнографические области
- Дардистан
- Балтистан
- Брушал